# James W. Throckmorton
James Webb Throckmorton, född 1 februari 1825 i Sparta, Tennessee, död 21 april 1894 i McKinney, Texas, var en amerikansk politiker (demokrat). Han var guvernör i Texas 1866–1867. Throckmorton, som kallades "Old Leathercoat", var dessutom ledamot av USA:s representanthus 1875–1879 och 1883–1887.
Throckmorton studerade medicin och juridik samt tjänstgjorde i mexikansk-amerikanska kriget.
Throckmorton var ledamot av Texas senat 1857–1861 och 1863–1865. Han efterträdde 1866 Andrew Jackson Hamilton som guvernör men avsattes redan följande år av general Philip Sheridan. Under rekonstruktionstiden var Texas under nordstaternas militära ockupation och Throckmorton ansågs stå konfederationens veteraner för nära. Dessutom var han motståndare till afroamerikanernas medborgerliga rättigheter.
Throckmorton blev 1874 invald i USA:s representanthus. Efter två mandatperioder i kongressen sökte han utan framgång demokraternas nominering i guvernörsvalet 1878. Partiet nominerade Oran M. Roberts i stället.
Throckmorton gjorde comeback i kongressvalet 1882 med omval två år senare. Han avled 1894 och gravsattes på Pecan Grove Cemetery i McKinney.